# كيفن هوغن
كيفن هوغن (بالإنجليزية: Kevin Hogan)‏ هو سياسي أسترالي، ولد في 11 أغسطس 1963 في ميناء أوغستا في أستراليا. حزبياً، نشط في الحزب الوطني الأسترالي. وقد انتخب عضو مجلس النواب الأسترالي عن دائرة Division of Page ‏ (7 سبتمبر 2013 – ).